# Сидни, Уильям (придворный)
Сэр Уильям Сидни (англ. Sir William Sidney; ок. 1482—1554) — английский придворный в правление королей Генриха VIII и Эдуарда VI.

## Биография
Старший сын Николаса Сидни и Энн Брэндон, дочери сэра Уильяма Брэндона (? — 1491). В 1511 году Уильям сопровождал Томаса Дарси, 1-го барона Дарси, в Испанию в качестве добровольца в войне против мавров, и когда барон Дарси, обнаружив, что его помощь не требуется, почти сразу же вернулся в Англию, Уильям Сидни и несколько его товарищей остались, чтобы осмотреть Мадрид. Он был гостеприимно принят королем Фердинандом, но отказался от рыцарской чести, и вскоре после этого вернулся домой через Францию.
В качестве капитана «Большого барка» он принял участие в морских операциях под Брестом в апреле 1513 года, а позже в том же году командовал правым крылом английской армии в битве с шотландцами при Флоддене. За свои заслуги он был посвящен в рыцари, а 23 марта 1514 года получил титул лорда Кингстон-апон-Халл и поместье Майтон, конфискованное наследником Эдмунда де ла Поля. В октябре он сопровождал своего кузена Чарльза Брэндона, 1-го герцога Саффолка, и Томаса Грея, 2-го маркиза Дорсета, в Париж, чтобы стать свидетелем коронации 5 ноября принцессы Марии как супруги короля Людовика XII, и принял заметное участие в последующих рыцарских поединках и праздниках. Следующим летом он снова отправился во Францию, ему было поручено деликатное задание объявить о приближающемся втором браке принцессы Марии с герцогом Саффолком.
Уильям Сидни был назначен эсквайром тела Генриха VIII. Он сопровождал короля на Поле золотой парчи в 1520 году, а в 1523 году, во время войны с Францией, принял участие в экспедиции под командованием герцога Саффолка. В марте 1538 года он был назначен наставником и управляющим домом принца Эдуарда. В 1539 году он получил крупный грант земель в графствах Кент и Сассекс в обмен на принадлежавшие ему земли в Йорке и Линкольне. 25 апреля 1552 года король Эдуард VI присоединил к его владениям в графстве Кент поместье Пенсхерст.
Уильям Сидни скончался в Пенсхерсте 10 февраля 1554 года и был похоронен в приходской церкви.
В 1517 году сэр Уильям Сидни женился на Энн Пакенхэм (ум. 22 октября 1543), дочери сэра Хью Пакенхэма и вдове Томаса Фицуильяма (старшего брата Уильяма Фицуильяма, 1-го графа Саутгемптона). Генри Сидни был их сыном. В алтаре Святого Иоанна Крестителя в Пенсхерсте находится могила Сидни с мемориальной доской, по бокам которой выгравированы гербы его четырех дочерей и их мужей:
- Мэри (ум. 10 февраля 1542 г.), старшая дочь, вышедшая замуж за сэра Уильяма Дормера (ок. 1515—1575) из Винга, Бакингемшир.
- Люси, в 1539 году вышедшая замуж за сэра Джеймса Харингтона (ок. 1511—1592) из Экстон-холла, Ратленд
- Энн, в 1543 году вышедшая замуж за сэра Уильяма Фицуильяма из Милтона, Нортгемптоншир, бывшего лордом-депутатом Ирландии.
- Фрэнсис (1531—1589), в 1555 году вышедшая замуж за Томаса Рэдклиффа, 3-го графа Сассекса (ок. 1525—1583).